# Redudasyidae
Redudasyidae zijn een familie van de buikharigen. 

## Taxonomie
De volgende geslachten zijn bij de familie ingedeeld:
- Anandrodasys Todaro, Dal Zotto, Jondelius, Hochberg, Hummon, Kanneby & Rocha, 2012
- Redudasys Kisielewski, 1987